# Michael Floyd
Michael Floyd Jr. (* 27. November 1989 in Saint Paul, Minnesota) ist ein US-amerikanischer American-Football-Spieler in der National Football League (NFL). Er spielte zuletzt für die Baltimore Ravens als Wide Receiver. Davor stand er bereits bei den New Orleans Saints, den Arizona Cardinals, den New England Patriots sowie den Minnesota Vikings und den Washington Redskins unter Vertrag. Mit den Patriots konnte er den Super Bowl LI gewinnen.

## College
Floyd, der während der Highschool auch als Leichtathlet und Basketballer von sich Reden machte, hatte Angebote von mehreren Universitäten, entschied sich für die University of Notre Dame und spielte für deren Mannschaft, die Fighting Irish, zwischen 2008 und 2011 erfolgreich College Football. In insgesamt 43 Partien konnte er 3.686 Yards erlaufen und 38 Touchdowns erzielen. Floyd ist damit einer der erfolgreichste Receiver in der Geschichte seines Teams und hält bis heute zahlreiche Schulrekorde.

## NFL

### Arizona Cardinals
Floyd wurde beim NFL Draft 2012 als insgesamt 13. Spieler von den Arizona Cardinals ausgesucht und erhielt einen Vierjahresvertrag über 9,97 Millionen US-Dollar. Bereits in seiner Rookie-Saison lief er in allen Spielen auf, drei Mal sogar als Starter, wobei ihm zwei Touchdowns gelangen.
In der Spielzeit 2013 konnte er zum bislang einzigen Mal mehr als 1.000 Yards erlaufen. In den folgenden Saisons etablierte er sich neben Larry Fitzgerald als der bestimmende Spieler im Receiver-Korps der Cardinals.
Im Dezember 2016 wurde Floyd, der bereits auf der Universität wegen Alkohols am Steuer vorübergehend suspendiert worden war, wegen desselben Delikts, Fahren unter Einfluss psychoaktiver Substanzen, inhaftiert und daraufhin sofort von den Cardinals entlassen.

### New England Patriots
Nur einen Tag später wurde er von den New England Patriots verpflichtet, da sowohl Rob Gronkowski als auch Danny Amendola verletzungsbedingt ausgefallen waren. Nachdem Amendola in den Play-offs wiederkehrte, kam Floyd nicht mehr zum Einsatz, auch nicht im Super Bowl LI, der gegen die Atlanta Falcons gewonnen werden konnte.

### Minnesota Vikings
Im März 2017 unterschrieb Floyd bei den Minnesota Vikings einen Einjahresvertrag in der Höhe von 1,5 Millionen US-Dollar.
 In der Off-Season trat er seine Strafe an: Neben gemeinnütziger Arbeit und einer Geldstrafe war er auch zu 24 Tagen Haft sowie 96 Tagen Hausarrest verurteilt worden. Währenddessen wurde Floyd erneut positiv auf Alkohol getestet, worauf ihn die Liga für vier Spiele sperrte. Er wurde in elf Partien aufgeboten, enttäuschte aber und konnte insgesamt nur 78 Yards erlaufen. Nach Ende der Spielzeit wurde er entlassen.

### New Orleans Saints
Nachdem sich mehrere Receiver während der Saisonvorbereitung verletzt hatten, wurde Floyd Anfang August 2018 von den New Orleans Saints unter Vertrag genommen. Bei der Erstellung des Kaders für die Regular Season fand er allerdings keine Berücksichtigung und wurde am 31. August bereits wieder entlassen.

### Washington Redskins
Am 30. September 2018 erhielt Floyd einen neuen Vertrag bei den Washington Redskins.

### Baltimore Ravens
Bereits knapp 8 Monate später, am 17. Mai 2019 unterzeichnete Floyd einen Einjahresvertrag bei den Baltimore Ravens, um den Konkurrenzkampf im Wide-Receiver-Aufgebot zu beleben. Vor Beginn der Regular Season wurde er jedoch wieder entlassen.